# Pařížský archiv

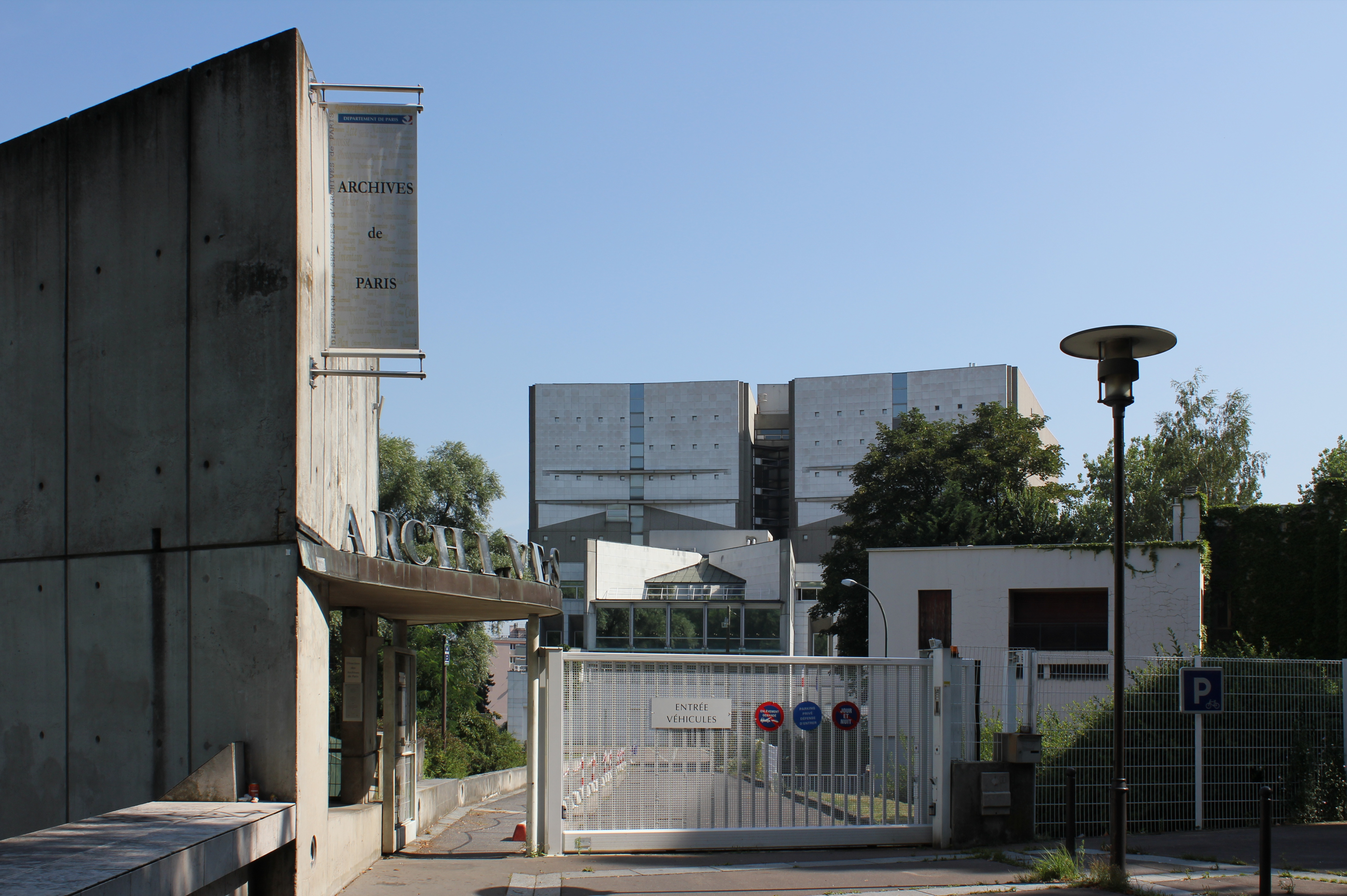
Vstup do archivního areálu

Pařížský archiv (fr. Archives de Paris) je veřejný archiv, který slouží k ukládání dokumentů města a departementu Paříže. Hlavní sídlo se nachází v 19. obvodu na Boulevardu Sérurier č. 18 a jeho pobočka sídlí v obci Villemoisson-sur-Orge jihozápadně od Paříže.

## Historie
Největší část pařížského městského archivu byla zničena při požáru pařížské radnice během Pařížské komuny v květnu 1871, a to včetně církevních a civilních matrik od 16. století do roku 1860. Na své současné místo se archiv přestěhoval v roce 1989.

## Fondy
Archiv má zdigitalizované některé fondy: matriky (1860-1902), matriky rekonstruované před rokem 1860, sčítání obyvatel (1926, 1931, 1936 a 1946), přehledy o vojenské službě (1875-1930), registr osvojených dětí (1742-1917), vyhlášky k restituci majetku ukradeného během druhé světové války (1945-1976), parcelační plány Paříže (19. století), sbírka fotografií (1860-1940).